# ولید شرفه
ولید شرفه (عربی: وليد شرفة؛ زادهٔ ۱۹ فوریهٔ ۱۹۸۶) بازیکن فوتبال اهل فرانسه است.
از باشگاه‌هایی که در آن بازی کرده‌است می‌توان به باشگاه فوتبال ژیرونا، باشگاه فوتبال آلباسته بالومپیه، باشگاه فوتبال تولوز، باشگاه خیمناستیک تاراگونا و باشگاه فوتبال مولودیه الجزایر اشاره کرد.